# Барбашова Ірина Анатоліївна
Ірина Анатоліївна Барбашова (25 жовтня 1959, м. Шахти Ростовської області) – український педагог, доктор педагогічних наук, професор кафедри педагогіки Бердянського державного педагогічного університету, фахівець в галузі початкової освіти.

## Життєпис
Барбашова Ірина Анатоліївна народилася 25 жовтня 1959 року в місті Шахти Ростовської області.
У 1979 році закінчила фортепіанне відділення Шахтинського музичного училища за спеціальністю «Фортепіано» і здобула кваліфікацію викладача дитячої музичної школи. Працювала за фахом у Морозівській музичній школі (Ростовська область, 1979 р.), Андрівському дитячому садку (Бердянський район Запорізької області, 1980–1983 рр.).
У 1983 році вступила на факультет підготовки вчителів початкових класів Бердянського державного педагогічного інституту імені П. Д. Осипенко (з 2002 р. університет), який у 1987 році закінчила з відзнакою за спеціальністю «Педагогіка і методика початкової освіти» і здобула кваліфікацію вчителя початкових класів. Із цього ж року працювала асистентом (1987–1992 рр.), старшим викладачем (1992–2000 рр.), доцентом (2000–2021 рр.), професором (із 2021 р.) кафедри педагогіки Бердянського державного педагогічного університету.
Навчалась в аспірантурі Бердянського державного педагогічного інституту (1993–1996 рр.), докторантурі Інституту педагогіки НАПН України (2009–2012 рр.). У 1997 році захистила дисертацію на здобуття наукового ступеня кандидата педагогічних наук зі спеціальності 13.00.01 – теорія та історія педагогіки; у 2018 році – на здобуття наукового ступеня доктора педагогічних наук зі спеціальності 13.00.09 – теорія навчання. Обидва дослідження виконано під керівництвом доктора педагогічних наук, професора, академіка НАПН України Олександри Яківни Савченко.
Займала посади декана факультету підготовки вчителів початкової школи (2004–2008 рр.), директора Інституту педагогіки і психології Бердянського державного педагогічного університету (2008–2009 рр.).

## Наукова діяльність
Авторка 135 наукових праць, серед них – монографії, навчальні посібники:
1. Барбашова І. А. Проблема сенсорного розвитку молодших учнів: історико-педагогічний аспект. Современные аспекты педагогической работы: монография: в 3 кн. / Абдуллина Г. М., Барбашова И. А., Борисенко И. Г. и др.  Одесса: Куприенко С. В., 2013. Кн. 2. 2013. С. 7–38.
2. Барбашова І. А. Теоретичні положення концепції сенсорного розвитку молодших школярів. Теорія і методика навчання й виховання дітей дошкільного та молодшого шкільного віку: від історії до інновацій: монографія / за заг. ред. А. А. Сбруєвої, С. М. Кондратюк. Суми: Мрія, 2015. С. 229–248.
3. Барбашова І. А. Дидактична система сенсорного розвитку молодших школярів: теорія і практика: монографія. Мелітополь : Видавничій дім Мелітопольської міської друкарні, 2018. 499 с.
4. Barbashova І. Mass pedagogical experience of sensory development of primary school students. Integration of traditional and innovation processes of development of modern science: collective monograph / edited by authors. 1st ed. Riga: Baltija Publishing, 2020. Р. 57–78. DOI: https://doi.org/10.30525/978-9934-26-021-6-4 [in Ukrainian].
5. Барбашова І. Дидактика : навч. посіб. 3-тє вид. оновл. та випр.    Мелітополь: Видавничій дім Мелітопольської міської друкарні, 2022. 248 с.
6. Барбашова І. Основи педагогіки: навч. посіб. 3-тє вид. оновл. та випр. Мелітополь: Видавничій дім Мелітопольської міської друкарні, 2022. 132 с.
7. Барбашова І. Основи едукології: навч. посіб. Мелітополь : Видавничій дім Мелітопольської міської друкарні, 2022. 172 с.

Підготувала кандидата педагогічних наук зі спеціальності 13.00.01 – загальна педагогіка та історія педагогіки – Чорну Вікторію Володимирівну (2014 р.).
Пройшла стажування в закладах вищої освіти Польщі (2004, 2020 рр.) і Болгарії (2020 р.).

## Наукові та навчально-методичні праці
1. Барбашова І. А. Форми навчання молодших школярів перцепції. Science and Education a New Dimension. Pedagogy and Psychology. 2017. V. 51, Is. 112. Р. 7–10.
2. Барбашова І. А. Обґрунтування структурно-функціональної моделі дидактичної системи сенсорного розвитку молодших школярів.Science and Education a New Dimension. Pedagogy and Psychology. 2017. V. 53, Is. 114. P. 11–14.
3. Барбашова І. А. Навчально-перцептивне завдання як форма організації сенсорного розвитку молодших школярів. ScienceandEducationaNewDimension. PedagogyandPsychology. 2017. V. 54, Is. 126. P. 10–13.
4. Барбашова І. Сенсорний розвиток молодших школярів. Формуємо колірні еталони. Учитель початкової школи. 2017. № 4. С. 18–21.
5. Барбашова І. А. Застосування статистичних методів у вимірюванні якості сенсорного розвитку молодших школярів. ScientificJournalVirtus. 2017. April, Is. 13. P. 44–51.
6. Барбашова І. Сенсорний розвиток: колірна перцепція. Способи застосування еталонів кольору в обстеженні об’єктів. Учитель початкової школи. 2017. № 7. С. 22–25.
7. Барбашова І. Сенсорний розвиток: зорова просторова перцепція. Формування вміння сприймати просторові властивості об’єктів. Учитель початкової школи. 2017. № 12. С. 46–50.
8. Барбашова І. Сенсорний розвиток: формуємо фонематичні вміння. Учитель початкової школи. 2018. № 4. С. 10–15.
9. Барбашова І. Сенсорний розвиток: формуємо еталонні уявлення про властивості звуків музики. Учитель початкової школи. 2019. № 4. С. 4–7.
10. Барбашова І. Сенсорний розвиток: формуємо вміння досліджувати звуки музики. Учитель початкової школи. 2019. № 5. С. 26–29.
11. Barbashova І. FORMATION OF ELEMENTARY SCHOOL CHILDREN’S VISUAL-SPATIAL PERCEPTION. AD ALTA:Journal of interdisciplinary research. 2021. V. 11. Is. 1. Spec. Is. XV. P. 15–20. URL: http://www.magnanimitas.cz/ADALTA/110115/papers/A_03.pdf (Web of Science).
12. Барбашова І. А. Формування дотикового сприймання молодших школярів. ScienceandEducationaNewDimension. PedagogyandPsychology. 2021. Feb. IX(96). Is. 245. P. 7–12.
13. Barbashova І. FORMATION OF COLOR PERCEPTION OF JUNIOR SCHOOLCHILDREN.AD ALTA:Journal of interdisciplinary research. 2021. V. 11. Is. 1. Spec. Is. XVII. P. 102–107.URL: http://www.magnanimitas.cz/ADALTA/110117/papers/A_20.pdf (WebofScience).
14. Barbashova I. FORMATION OF MUSICAL PERCEPTION OF JUNIOR SCHOOLCHILDREN ON AN INTERMODAL BASIS. AD ALTA: Journal of interdisciplinary research. 2021. V. 11. Is. 2. Spec. Is. XX. P. 6–13. URL: http://www.magnanimitas.cz/ADALTA/110220/papers/A_01.pdf (Web of Science).
15. Барбашова І. А. Якість колірних сенсорних умінь здобувачів початкової освіти в умовах експериментального формування. Педагогіка формування творчої особистості у вищій і загальноосвітній школах :зб. наук. пр. Запоріжжя : КПУ, 2022. № 82. С. 83–90.
16. Барбашова І. А. Динаміка якості музичних сенсорних умінь молодших учнів: результати формувального експерименту. Наукові записки Бердянського державного педагогічного університету. Серія: Педагогічні науки : зб. наук. пр.Бердянськ : БДПУ, 2022. Вип. 1. С. 39–54.

## Нагороди
- Нагрудний знак «Антон Макаренко»,
- Почесна грамота Кабінету міністрів України.